# Grbavce
Grbavce (izvirno srbsko Грбавце) je naselje v Srbiji, ki upravno spada pod Občino Medveđa; slednja pa je del Jablaniškega upravnega okraja.

## Demografija
V naselju, katerega izvirno (srbsko-cirilično) ime je Грбавце, živi 182 polnoletnih prebivalcev, pri čemer je njihova povprečna starost 31,7 let (32,8 pri moških in 30,6 pri ženskah). Naselje ima 59 gospodinjstev, pri čemer je povprečno število članov na gospodinjstvo 4,68.
Večinsko prebivalstvo je albanskega porekla (glede na popis prebivalstva iz leta 2002).
|  |

| Demografija | Demografija     | Demografija     |
| Leto        | Št. prebivalcev | Št. prebivalcev |
| ----------- | --------------- | --------------- |
|             |                 |                 |
|             |                 |                 |
|             |                 |                 |
|             |                 |                 |
| 1948        | 639             |                 |
| 1953        | 715             |                 |
| 1961        | 807             |                 |
| 1971        | 828             |                 |
| 1981        | 750             |                 |
| 1991        | 252             | 249             |
| 2002        | 289             | 276             |
|             |                 |                 |

| Etnična sestava po popisu iz leta 2002 | Etnična sestava po popisu iz leta 2002 | Etnična sestava po popisu iz leta 2002 | Etnična sestava po popisu iz leta 2002 | Etnična sestava po popisu iz leta 2002 |
| -------------------------------------- | -------------------------------------- | -------------------------------------- | -------------------------------------- | -------------------------------------- |
| Albanci                                | Albanci                                |                                        | 275                                    | 99,63%                                 |
| Srbi                                   | Srbi                                   |                                        | 1                                      | 0,36%                                  |
| Neznano                                | Neznano                                |                                        | 0                                      | 0,0%                                   |